# 松畑強
松畑 強（まつはた つよし、1961年8月10日 - ）は、日本の建築家。福岡県出身。

## 略歴
京都大学工学部建築学科卒業、同大学院工学研究科修士課程およびコロンビア大学建築学部修士課程修了、コロンビア大学客員研究員などを経て、松畑強/松畑建築事務所所属。

## 主な作品

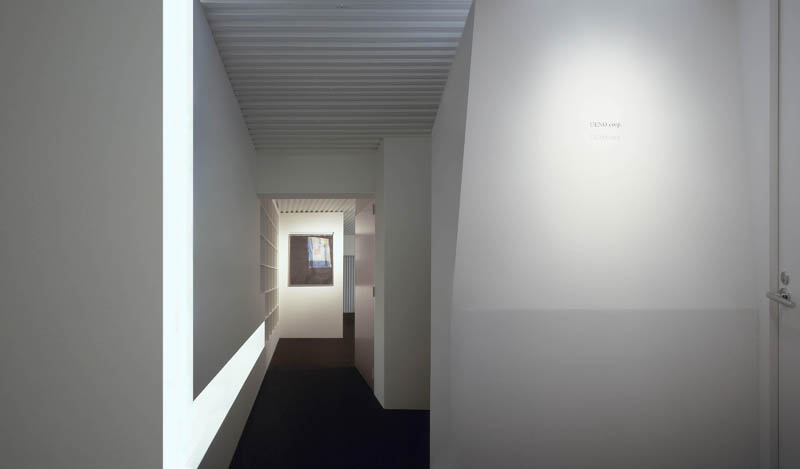
The MAZE (2004) 撮影山岸剛

- 『物｜遠近法』（2003年、東京建築士会住宅建築賞）[1]
- 『The MAZE』（2004年、JCDデザイン賞優秀賞）[2]
- 『K邸』（2006年）[3]
- 『神谷ブロードウェイ』（2010年）
- 『宮若市西鞍の丘総合運動公園クラブハウス』（2011年、工事監理/宮若市建築都市課）
- 『宗像市海の道むなかた館』（2012年、コンヴァージョン、展示設計/株式会社丹青社、工事監理/株式会社安井建築設計事務所）
- 『ハスネリノヴェーション』（2012年）[4]

## 主な著訳書
- ビアトリス・コロミーナ『マスメディアとしての近代建築、アドルフ・ロースとル・コルビュジエ』（1996年、鹿島出版会）
- K.マイケル・ヘイズ『ポストヒューマニズムの建築、ハンネス・マイヤーとルートヴィヒ・ヒルベルザイマー』（1997年、鹿島出版会）
- 『建築とリアル』（1998年、鹿島出版会）
- 『ジュゼッペ・テラーニ、時代を駆け抜けた建築』（1998年、共著、INAX出版）
- スチュアート・ホール+ポール・ドゥ・ゲイ編『カルチュラル・アイデンティティの諸問題、誰がアイデンティティを必要とするのか』（2001年、共訳、大村書店）
- ケネス・フランプトン『テクトニック・カルチャー、19-20世紀建築の構法の詩学』（2002年、共訳、TOTO出版）

## 主な受賞
- 1985年 建築学会近畿支部卒業制作賞[5]
- 1985年 三州丸栄建築設計競技3位[6]
- 1985年 セントラル硝子国際建築設計競技 優秀賞[7]
- 1988年 高知県立坂本龍馬記念館構想設計競技佳作
- 1989年 大阪府平和資料館設計競技佳作[8]
- 1990年 新建築住宅設計競技 最優秀賞[9]
- 1995年 水俣メモリアル設計競技 優秀賞[10]

## その他
- 学生時代から建築デザイン分野で受賞歴がある。